# Irati (kommun i Brasilien, Paraná, lat -25,50, long -50,90)
Irati är en kommun i Brasilien.   Den ligger i delstaten Paraná, i den södra delen av landet, 1 100 km söder om huvudstaden Brasília. Antalet invånare är 56 288.
Följande samhällen finns i Irati:
- Irati

I omgivningarna runt Irati växer i huvudsak städsegrön lövskog. Runt Irati är det glesbefolkat, med 15 invånare per kvadratkilometer.